# Xine
xine – biblioteka służąca do odtwarzania plików multimedialnych dla
uniksowych systemów operacyjnych wydana na licencji GNU/GPL. Na jej bazie powstało kilka programów multimedialnych, między innymi Kaffeine i gxine. Biblioteka umożliwia odtwarzanie CD, DVD, VCD; co więcej, potrafi dekodować filmy/pliki zapisane w formacie AVI, MOV, WMV i MP3 z lokalnego dysku twardego, pokazywać multimedialny strumień przez Internet. xine jest biblioteką, która obsługuje bardzo wiele dostępnych formatów plików, jak i tych, które są bardzo rzadko spotykane.